# Лохманчук Вікторія Миколаївна
Вікторія Миколаївна Лохманчук (9 травня 2001, Запоріжжя) — українська волейболістка, діагональна. Гравець національної збірної. Майстер спорту України (21.03.2025).

## Із біографії
У складі національної збірної виступала в розіграші Золотої євроліги 2024 року.

## Клуби
| Роки      | Команди                  |
| --------- | ------------------------ |
| 2015—2016 | «Орбіта» (Запоріжжя)     |
| 2016—2017 | «Алтай» (Оскемен)        |
| 2017—2018 | «Орбіта» (Запоріжжя)     |
| 2019—2023 | Сиракузський університет |
| 2023—2024 | «Буковинка» (Чернівці)   |
| 2024—2025 | «Хемік» (Полиці)         |
| 2025—     | «Паніоніос» (Неа-Смірні) |

## Досягнення
Чемпіонат України 
- Третє місце (2): 2018, 2024

Чемпіонат Казахстану
- Перше місце (1): 2017

## Статистика
У збірній:
| Рік  | Турнір          | Ігри | Сети | Очки | Ср.  | Місце | Примітки |
| ---- | --------------- | ---- | ---- | ---- | ---- | ----- | -------- |
| 2024 | Золота євроліга | 6    | 12   | 17   | 1,42 | 5     |          |